# Phanaeus wagneri
Phanaeus wagneri là một loài bọ cánh cứng trong họ Bọ hung (Scarabaeidae).